# Wałkówka górska
Wałkówka górska (Ena montana) – europejski gatunek lądowego ślimaka trzonkoocznego z rodziny wałkówkowatych (Enidae). Jest gatunkiem typowym rodzaju Ena.

## Występowanie
Wałkówka górska jest szeroko rozprzestrzeniona w Europie, zwłaszcza w Środkowej i Wschodniej. Kilka izolowanych populacji występuje w Europie Zachodniej – w Pirenejach, południowej Anglii i północnych Włoszech. W Polsce jest pospolita w południowej części kraju.

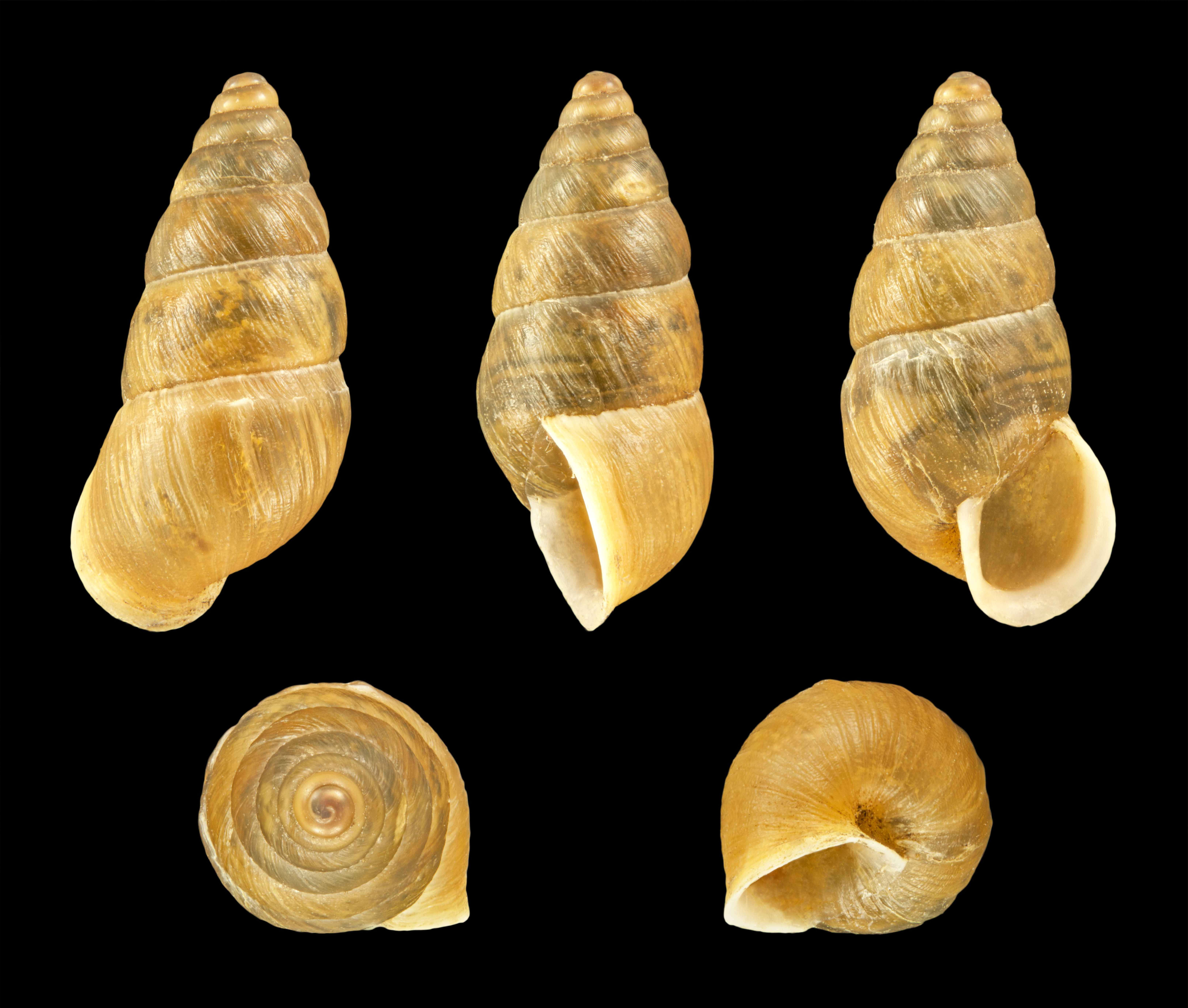
Muszla wałkówki górskiej

Gatunek cieniolubny. Występuje na terenach podgórskich i górskich, głównie w wilgotnych lasach liściastych, na skałach i w rumowiskach skalnych, na wysokościach do 2000 m n.p.m., a w Szwajcarii do 2500 m. W wilgotnych warunkach wspina się na pnie drzew, najchętniej bukowych. 

## Budowa i biologia
Muszla brązowa, niezbyt błyszcząca, promieniście prążkowana, z charakterystycznymi, ziarnistymi wzorami na powierzchni. Wymiary muszli: 14–17 x 6–7 mm.
Ciało ślimaka ma fioletowy odcień. Na głowie i grzbiecie występują ciemne plamy.
Żywi się obumierającymi i martwymi częściami roślin.